# Stati Uniti d'America ai VI Giochi olimpici invernali
Gli Stati Uniti d'America parteciparono ai VI Giochi olimpici invernali, svoltisi a Oslo, Norvegia, dal 14 al 25 febbraio 1952, con una delegazione di 65 atleti impegnati in otto discipline.

## Medagliere

### Per discipline
| Sport                   | Oro | Argento | Bronzo | Totale |
| ----------------------- | --- | ------- | ------ | ------ |
| Sci alpino              | 2   | 0       | 0      | 2      |
| Pattinaggio di figura   | 1   | 2       | 1      | 4      |
| Pattinaggio di velocità | 1   | 1       | 0      | 2      |
| Bob                     | 0   | 2       | 0      | 2      |
| Hockey su ghiaccio      | 0   | 1       | 0      | 1      |
| Totale                  | 4   | 6       | 1      | 11     |

### Medaglie
| Medaglia | Atleta | Sport                   | Evento                          |
| -------- | --- | ----------------------- | ------------------------------- |
| Oro      | Richard Button | Pattinaggio di figura   | Pattinaggio di figura maschile  |
| Oro      | Kenneth Henry | Pattinaggio di velocità | 500 m maschile                  |
| Oro      | Andrea Mead Lawrence | Sci alpino              | Slalom gigante femminile        |
| Oro      | Andrea Mead Lawrence | Sci alpino              | Slalom speciale femminile       |
| Argento  | Stanley Benham Patrick Henry Martin | Bob                     | Bob a due maschile              |
| Argento  | Stanley Benham Patrick Henry Martin Howard Wallace Crossett James Neil Atkinson | Bob                     | Bob a quattro maschile          |
| Argento  | Rube Bjorkman Lenny Ceglarski Joe Czarnota Dick Desmond Andre Gambucci Cliff Harrison Gerry Kilmartin Jack Mulhern John Noah Arnie Oss Bob Rompre Jim Sedin Al Van Don Whiston Ken Yackel | Hockey su ghiaccio      | Torneo                          |
| Argento  | Tenley Albright | Pattinaggio di figura   | Pattinaggio di figura femminile |
| Argento  | Karol Kennedy Peter Kennedy | Pattinaggio di figura   | Pattinaggio di figura a coppie  |
| Argento  | Donald McDermott | Pattinaggio di velocità | 500 m maschile                  |
| Bronzo   | James Grogan | Pattinaggio di figura   | Pattinaggio di figura maschile  |